# Liste des archevêques de Harare
Liste des archevêques de Harare
La mission sui iuris du Zambèze est créée le 2 juillet 1879, par détachement du vicariat apostolique du Natal. Elle est érigée en préfecture apostolique le 9 mars 1915. Celle-ci change de dénomination le 14 juillet 1927 pour devenir la préfecture apostolique de Salisbury. Elle est érigée en vicariat apostolique le 3 mars 1931, puis en archidiocèse le 1er janvier 1955. Lorsque la ville de Salisbury est rebaptisée 'Harare' l'archidiocèse change de nom et devient (25 juin 1982) l'Archidiocèse de Harare.

## Supérieurs de la mission
- 1879-1883 : Henri Depelchin, jésuite, premier supérieur de la mission du Zambèse.
- 1883-1888 : Alfred Weld, supérieur de la mission du Zambèse.
- 1888-1891 : Alphonse Daignault, supérieur de la mission du Zambèse.
- 1891-1895 : Henry Schomberg-Kerr, supérieur de la mission du Zambèse.
- ? : Richard Sykes, supérieur de la mission du Zambèse.
- 1904-? : Ignatius Gartlan, supérieur de la mission du Zambèse.

## Préfets apostoliques
- 1915-† 1918 : Richard Sykes, préfet apostolique du Zambèse (devient préfet apostolique après avoir été supérieur de la mission).
- 1918-† 1922 : Edoardo Parry, préfet apostolique du Zambèse.
- 1922-† 1929 : Roberto Brown, préfet apostolique du Zambèse, puis de Salisbury (14 juillet 1927).
- 1929-1931 : siège vacant

## Vicaire apostolique
- 4 mars 1931-1er janvier 1955 : Aston I. Chichester (Aston Ignatius Chichester), vicaire apostolique de Salisbury.

## Archevêques
- 1er janvier 1955-23 novembre 1956 : Aston I. Chichester (Aston Ignatius Chichester), archevêque de Salisbury.
- 23 novembre 1956-31 mai 1976 : Francis W. Markall (Francis William Markall), archevêque de Salisbury.
- 31 mai 1976-† 8 avril 2003 : Patrick F. Chakaipa (Patrick Fani Chakaipa), archevêque de Salisbury, puis de Harare (25 juin 1982).
- 8 avril 2003-10 juin 2004 : siège vacant
- depuis le 10 juin 2004 : Robert Ndlovu (Robert Christopher Ndlovu)

## Sources
- Annuaire pontifical, sur le site http://www.catholic-hierarchy.org, à la page